# Unione Sportiva Ravenna 1971-1972
Questa pagina raccoglie le informazioni riguardanti l'Unione Sportiva Ravenna nelle competizioni ufficiali della stagione 1971-1972.

## Stagione
Nella stagione 1971-1972, dopo la retrocessione, il Ravenna ha ottenuto un immediato ritorno in Serie C. Ha vinto il girone D del campionato di Serie D con 45 punti, uno di vantaggio sul Riccione e due sul Città di Castello.

## Rosa
| N. |                   | Ruolo | Calciatore          |
| -- | ----------------- | ----- | ------------------- |
|    | Italia (bandiera) | C     | Vladimiro Alberti   |
|    | Italia (bandiera) | A     | Walter Bacchilega   |
|    | Italia (bandiera) | P     | Giancarlo Bagnaresi |
|    | Italia (bandiera) | P     | Renato Bellinelli   |
|    | Italia (bandiera) | D     | Bruno Boschi        |
|    | Italia (bandiera) | D     | Bruno Bustacchini   |
|    | Italia (bandiera) | C     | Renato Cesari       |
|    | Italia (bandiera) | C     | Domenico Ciani      |
|    | Italia (bandiera) | D     | Jader Fantoni       |

| N. |                   | Ruolo | Calciatore          |
| -- | ----------------- | ----- | ------------------- |
|    | Italia (bandiera) | C     | Alvaro Gasparini    |
|    | Italia (bandiera) | D     | Roberto Guzzo       |
|    | Italia (bandiera) | D     | Benito Michelazzi   |
|    | Italia (bandiera) | D     | Mauro Romagnoli     |
|    | Italia (bandiera) | A     | Francesco Rubagotti |
|    | Italia (bandiera) | A     | Paolo Tazzari       |
|    | Italia (bandiera) | A     | Francesco Trevisani |
|    | Italia (bandiera) | C     | Giuliano Villa      |
|    | Italia (bandiera) | C     | Claudio Viviani     |